# Dobřínsko
Dobřínsko település Csehországban, a Znojmói járásban. Dobřínsko Dolní Dubňany, Jamolice és Moravský Krumlov településekkel határos. Lakosainak száma 406 fő (2024. január 1.).

## Népesség
A település lakosságának változását az alábbi diagram mutatja:
| Lakosok száma | 386  | 469  | 506  | 420  | 390  | 376  | 399  | 394  | 395  | 406  |
|               | 1869 | 1890 | 1921 | 1950 | 1980 | 2001 | 2017 | 2019 | 2022 | 2024 |